# Xã Fairmont, Quận Martin, Minnesota
Xã Fairmont (tiếng Anh: Fairmont Township) là một xã thuộc quận Martin, tiểu bang Minnesota, Hoa Kỳ. Năm 2010, dân số của xã này là 318 người.